# 반여중학교
반여중학교(盤如中學校)는 대한민국 부산광역시 해운대구 반여동에 있는 공립 중학교이다.

## 학교 연혁
- 1991년 5월 13일 : 반여중학교 설립인가
- 1993년 3월 1일 : 초대 이종경 교장 취임
- 1993년 3월 5일 : 제1회 입학식 579명
- 1996년 2월 16일 : 제1회 졸업식 589명
- 1999년 10월 8일 : 교육부지정 인성교육 자율시범학교 발표
- 2007년 3월 9일 : 부산광역시교육청 방과후학교 연구학교 지정
- 2023년 1월 5일 : 제28회 졸업식(3학급 81명, 총 8,600명)
- 2024년 3월 1일 : 제12대 이상미 교장 취임
- 2025년 1월 8일 : 제30회 졸업식(2학급 48명)
- 2025년 3월 4일 : 제33회 입학식(2학급 54명)

## 참고 자료
- 반여중학교 - 한국교육학술정보원 학교알리미